# Pseudaletia impuncta
Pseudaletia impuncta là một loài bướm đêm trong họ Noctuidae.